# Schizotetranychus arcuatus
Schizotetranychus arcuatus är en spindeldjursart som beskrevs av Meyer 1974. Schizotetranychus arcuatus ingår i släktet Schizotetranychus och familjen Tetranychidae. Inga underarter finns listade i Catalogue of Life.